# Spoorlijn 127 (België)
Spoorlijn 127 was een Belgische spoorlijn die Landen verbond met Statte (bij Hoei). De lijn was van 1875 tot 1963 in gebruik en 33,6 km lang.

## Geschiedenis
Op 22 november 1875 werd de lijn geopend door de spoorwegmaatschappij "Hesbaye-Condroz", geëxploiteerd door de Belgische Staatsspoorwegen, die de spoorlijn in 1900 overnamen.
Op 29 september 1963 werd het reizigersverkeer op deze lijn opgeheven. Enkele maanden later werd het baanvak Landen - Hannuit buiten dienst gesteld. Op 15 oktober 1981 werd ook het baanvak Hannuit - Moha buiten dienst gesteld. Tussen Moha en Statte was er nog een beperkte goederendienst naar de steengroeve en kalkoven van Carmeuse in Moha (tot 2012). Sindsdien zijn op dit gedeelte de sporen bij de overwegen opgebroken.
De spoorlijn werd enkelsporig aangelegd en werd nooit geëlektrificeerd. De snelheid was beperkt tot 60 km/u.
Omwille van het strategische belang van de spoorlijn zijn de rails tussen Landen en Moha blijven liggen, tot ze in 1992 werden opgebroken. De aanwezige bedding werd gebruikt voor een ondergrondse hoogspanningsleiding tussen Tihange en Avernas voor de voeding van HSL 2 tussen Leuven en Ans. Daarna werd boven op deze bedding een RAVeL fiets- en wandelpad aangelegd.

## Aansluitingen
In de volgende plaatsen is of was er een aansluiting op de volgende spoorlijnen:
Landen
Spoorlijn 21 tussen Landen en Hasselt
Spoorlijn 36 tussen Brussel-Noord en Luik-Guillemins
Spoorlijn 147 tussen Landen en Tamines
Statte
Spoorlijn 125 tussen Luik-Guillemins en Namen
Spoorlijn 126 tussen Statte en Ciney

## Galerij

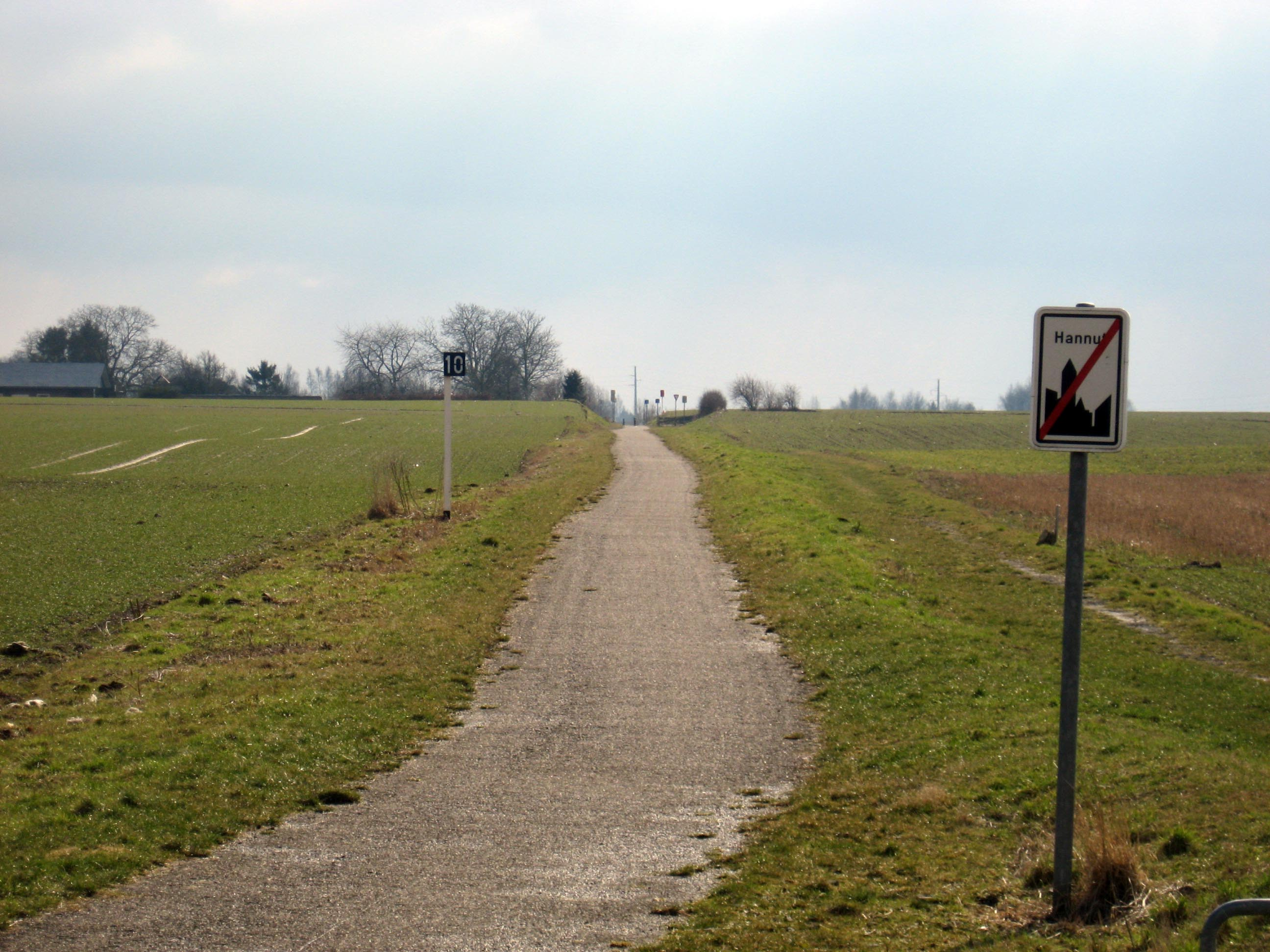
Tracé bij Hannut, nu een Ravel fietspad
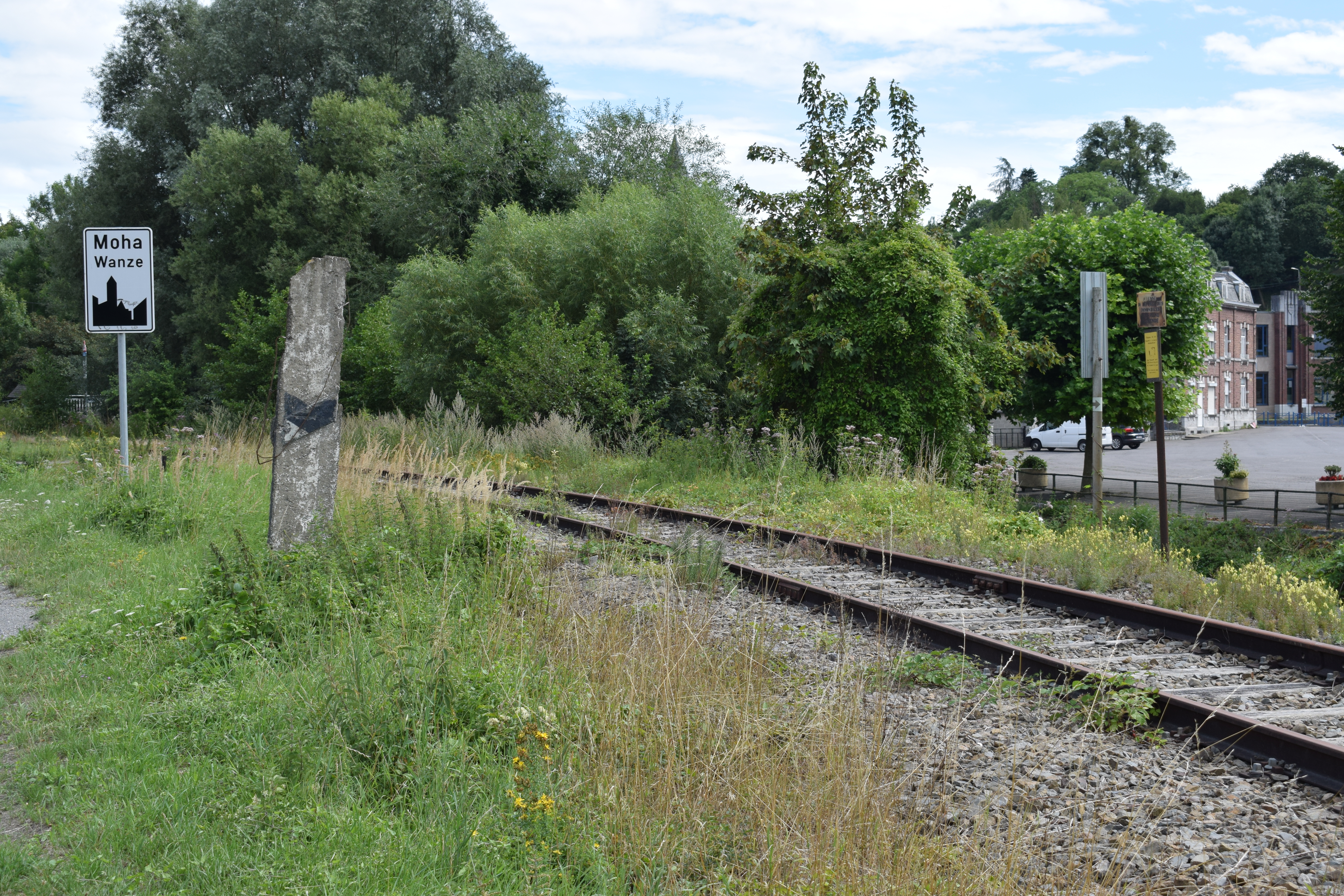
De lijn bij Moha